# Mantorville
Mantorville ist eine Kleinstadt (mit dem Status „City“) und Verwaltungssitz des Dodge County im US-amerikanischen Bundesstaat Minnesota. Das U.S. Census Bureau hat bei der Volkszählung 2020 eine Einwohnerzahl von 1.111 ermittelt.

## Geografie
Mantorville liegt an einem Arm des Zumbro River auf 44°04′09″ nördlicher Breite und 92°45′21″ westlicher Länge und erstreckt sich über 3,68 km².
Benachbarte Orte von Mantorville sind Kasson (4,9 km südlich), Dodge Center (12,3 km südwestlich), Wanamingo (27 km nördlich), Pine Island (22,5 km nordöstlich) und Byron (12,2 km südöstlich).
Die nächstgelegene größere Stadt ist Rochester (29,3 km ostsüdöstlich). Das Ballungsgebiet um die Städte Minneapolis und Saint Paul liegt 123 km nordnordwestlich.

## Verkehr
Die Minnesota State Route 57 führt in Nord-Süd-Richtung als Hauptstraße durch das Stadtgebiet von Mantorville. Alle weiteren Straßen sind untergeordnete Landstraßen, teils unbefestigte Fahrwege sowie innerörtliche Verbindungsstraßen.
12,2 km südwestlich von Mantorville befindet sich mit dem Dodge Center Airport ein kleiner Flugplatz. Die nächstgelegenen größeren Flughäfen sind der Rochester International Airport (39,6 km südöstlich) und der größere Minneapolis-Saint Paul International Airport (114 km nordnordwestlich).

## Demografische Daten
Nach der Volkszählung im Jahr 2010 lebten in Mantorville 1197 Menschen in 430 Haushalten. Die Bevölkerungsdichte betrug 325,3 Einwohner pro Quadratkilometer. In den 430 Haushalten lebten statistisch je 2,78 Personen.
Ethnisch betrachtet setzte sich die Bevölkerung zusammen aus 97,6 Prozent Weißen, 0,2 Prozent Afroamerikanern, 0,4 Prozent amerikanischen Ureinwohnern, 0,1 Prozent (eine Person) Asiaten sowie 0,8 Prozent aus anderen ethnischen Gruppen; 0,9 Prozent stammten von zwei oder mehr Ethnien ab. Unabhängig von der ethnischen Zugehörigkeit waren 2,8 Prozent der Bevölkerung spanischer oder lateinamerikanischer Abstammung.
29,1 Prozent der Bevölkerung waren unter 18 Jahre alt, 60,0 Prozent waren zwischen 18 und 64 und 10,9 Prozent waren 65 Jahre oder älter. 49,4 Prozent der Bevölkerung war weiblich.

Das mittlere jährliche Einkommen eines Haushalts lag bei 67.014 USD. Das Pro-Kopf-Einkommen betrug 26.262 USD. 5,7 Prozent der Einwohner lebten unterhalb der Armutsgrenze.